# Ровненская агломерация
Ровненская агломерация (укр. Рівненська агломерація) — городская агломерация в Ровненской области Украины с центром в городе Ровно.

## Географическое положение
Расположена в центральной части Волыни, на пересечении транспортных потоков между Балтийским и Черным морями, а также Западной Европой и Азией.
Агломерацию обслуживает Ровненский аэропорт.

## Состав
- города: Ровно, Дубно, Костополь, Здолбунов, Острог

## Статистика
По данным на 2001 год:
- Численность населения — 583,3 тыс. лиц.
- Площадь — 5 305 км².
- Плотность населения — 110 человек/км².

В центре агломерации произошло фактическое слияние городов Ровно, Квасилов и Здолбунов — они образовывают так называемый "Большой Ровно".